# Armée de l'air du Mali
L'Armée de l'air du Mali est la composante aérienne des forces armées maliennes.

## Historique
L'aviation militaire malienne a débuté dès 1961 avec l'aide militaire française. Cela comprenait deux monoplans utilitaires MH.1521 Broussard suivi de deux avions de transport C-47. À partir de 1962, l'aide des Soviétiques lui fournissent quatre avions de transport biplan Antonov An-2 et quatre hélicoptères légers Mi-4.
Les débuts des forces aériennes maliennes sont étroitement liés aux débuts des rébellions touarègues contre l'État malien. En 1963, une rébellion éclatait au nord du Mali. La rébellion « Alfellaga » des Touaregs progressait depuis Kidal. Dans ce contexte, le Général Abdoulaye Soumaré, CEMGA et Commandant des forces d'intervention, a requis la participation de l'Aviation légère dans les opérations.
Les Forces armées maliennes n'en avaient toutefois pas à leur disposition. Il a ainsi été décidé de réquisitionner des avions appartenant à l'ancienne compagnie aérienne nationale Société Nationale Air Mali. Deux Antonov An-2 et un Let L-200 Morova ainsi que le personnel navigant ont été mis à disposition du Quartier général opérationnel. Ainsi, à partir d'une société civile, on a créé le précurseur de ce qui allait devenir « l'aviation militaire » en 1966, une petite formation attachée à la 1re Compagnie du Génie Militaire, puis le Groupement Aérien Tactique en 1968, qui était à son tour attaché au Bataillon des Unités Spéciales, et finalement l'Armée de l'Air en 1976.
Au milieu des années 1960, les Soviétiques ont livré cinq chasseurs MiG-17F et un seul chasseur MiG 15UTI pour équiper un escadron basé à Bamako-Sénou initialement avec des pilotes soviétiques. Deux transports Iliouchine Il-14 et un hélicoptère Mil Mi-8 ont été livrés en 1971, suivis de deux avions de transport Antonov An-24.
En 1974, 12 MiG-21Bis ont été obtenus de l'Union soviétique, suivis de deux MiG-21UM biplaces quelques années plus tard. Ces Fishbeds initiaux ont servi aux côtés des quatre MiG-17F restants et ont vu des combats à deux reprises pendant la guerre de la Bande d'Agacher en 1974 contre la Haute-Volta, et de nouveau en 1985 lorsque le même pays a été rebaptisé Burkina Faso.
Les forces aériennes maliennes en tant qu'« Armée de l’Air du Mali », ont été créées en 1976 avec l'ordonnance No 76-99 CML
En 2005, 3 MiG-21 de seconde main sont réceptionnés en provenance de République tchèque(, 2 MiG-21MF (TZ-356 et TZ-357) et 1 MiG-21UM (TZ-358). Depuis début 2011, aucun MiG-21 n'a été signalé en vol, mais deux de ces appareils volèrent à l'occasion la fête de l'indépendance en septembre 2010. Depuis, ils semblaient cloués au sol faute de pièces détachées, de munitions et de pilotes. En janvier 2012, la Force aérienne nigériane, qui avait possédé ce type d'appareil, envoya une équipe technique à la base de Bamako – Sénou, dans le but de rénover des MiG-21, mais le projet fut abandonné. D'autres jets retirés du service étaient six L-29 Delfins livrés en 1983, qui ont été utilisés pour la formation.
En 2013, avec seulement quelques aéronefs opérationnels, les capacités de la force aérienne étaient très réduites. Sur les quatre Mi-24D Hind aux moteurs fatigués, dont deux obtenus de la Bulgarie à partir de 2007, l'un d'eux était cannibalisé pour des pièces de rechange. Officiellement, des pilotes maliens étaient aux commandes de ces Hind, en réalités, les équipages étaient ukrainiens. Quatre avions légers Tétras pouvaient mener des patrouilles et des missions de reconnaissance, notamment des missions de reconnaissance-météo au profit des pilotes de Mi-24. Quant à la flotte de transport, seul un Basler BT-67 était en état de vol. Quant aux moyens de lutte antiaérienne, l’armée de l’air disposait d’une unité de défense aérienne qui regroupait des lanceurs sol-air SA-3 Goa, ainsi qu’une douzaine de canons antiaériens de 37 et 57 mm, semble-t-il d’origine chinoise.
En juin 2015, le gouvernement malien a commandé six avions d'attaque légers Super Tucano à la société brésilienne Embraer, seuls quatre ont été livrés en juillet 2018. L'appareil immatriculé TZ-04 s'est écrasé le 7 avril 2020 sur la commune de Sévaré au retour d’une mission anti-djihadiste à proximité de Tombouctou.
En janvier 2024, une vingtaine de drones de fabrication turque, dont des Bayraktar TB2, sont réceptionnés à l’aéroport international Modibo-Keïta.
En mars 2024, la disponibilité des Aero L-39 Albatros fournis par la Russie entre août 2022 et mars 2023 serait limitée et les trois EMB-314 Super Tucano ne seraient plus opérationnels depuis plusieurs mois, faute de pièces détachées.
Dans la nuit du 31 mars au 1er avril 2025 à minuit, un drone Akıncı exploité par le Mali est abattu au dessus de Tin Zaouatine (Mali) par les forces de défense aérienne du territoire de l'armée algérienne après que celui-ci a pénétré l’espace aérien algérien de deux kilomètres selon Alger. Le Mali dément cette information et affirme que le drone a été abattu à l’intérieur du territoire malien, fort probablement par un système de défense aérienne de fabrication russe utilisé par l’Algérie dans le sud hostile et désertique du pays.

## Infrastructures
Bases aériennes, :
Région aérienne 1:
- base aérienne 100 à Bamako ;
- base aérienne 101 à Sénou ;
- base aérienne 102 à Kayes;
- base aérienne 103 à Sikaso;
- Région aérienne 2:
- base aérienne 200 à Sévaré;
- base aérienne 201 à Tombouctou;
- Région aérienne 3:
- base aérienne 300 à Gao ;
- base aérienne 301 à Tessalit ;

Et plusieurs détachements airs ont été crées à Ségou, Nioro du sahel, Nara, Kolokani, Douentza, Hombori, Ménaka et Kidal.

## Équipements

### Aéronefs en service
Appareils en service en 2024 (2022) :
| Aéronef                       | Origine          |                  | Type                                                    | Versions             | En service       | Notes |
| Avions de combat              | Avions de combat | Avions de combat | Avions de combat                                        | Avions de combat     | Avions de combat | Avions de combat |
| ----------------------------- | ---------------- | ---------------- | ------------------------------------------------------- | -------------------- | ---------------- | --- |
| Su 27                         | Russie           |                  | Avion de chasse                                         |                      |                  | |
| Aero L-39 Albatros            | Tchécoslovaquie  |                  | Appui aérien                                            | L-39C                | 12               | - 5 appareils (TZ-10C, TZ-11C, TZ-12C, TZ-13C et TZ-14C) livrés par la Russie le 9 août 2022. - 5 appareils (TZ-18C, TZ-19C, TZ-30C, TZ-32C et TZ-35C) livrés par la Russie le 19 janvier 2023. - 4 appareils (TZ-15C, TZ-17C, TZ-34C et TZ-36C). |
| Avion d'entraînement          |                  |                  |                                                         |                      |                  | |
| Embraer EMB 314 Super Tucano  | Brésil           |                  | Entraînement / Appui aérien                             | A-29B                | 3                | 6 appareils commandés pour l'attaque au sol, l'entrainement et la surveillance des frontières le 15 juin 2015. 4 réceptionnées officiellement le 11 juillet 2018,. Immatriculation : TZ-01C, TZ-02C, TZ-03C et TZ-04C (accidenté le 7 avril 2020). |
| Avion de transport            |                  |                  |                                                         |                      |                  | |
| Airbus C295                   | Union européenne |                  | Transport                                               | C295W                | 2                | C295W (TZ-11T) livré fin 2016 et C295W (TZ-12T) livré en 2022 (commandé en décembre 2020) par Airbus. |
| Harbin Y-12                   | Chine            |                  | Transport / Reconnaissance                              | Y-12E                | 2                | Livrés en 2017 par la Chine,, TZ-21T et TZ-22T |
| Antonov An-26                 | Union soviétique |                  | Transport                                               | An-26B               | 1                | Un An-26B (TZ-399) de seconde main livré par la Moldavie en 2003 est stocké à l'aéroport de Bamako. Il n'est pas pris en compte par Oryx. D'autres An-26 ont été utilisés, dont un (TZ-359) également stocké à Bamako. |
| Basler BT-67                  | États-Unis       |                  | Transport                                               | BT-67A Turbo Dakota  | 1                | C-47 de seconde main, convertis en BT-67, livrés par les États-Unis. Un BT-67R (TZ-389 (1)) a été accidenté avant sa livraison en mars 1997. Un BT-67 (TZ-389 (2), ex N300TX) l'a temporairement remplacé à partir d'août 1997. Un BT-67A (TZ-01T, ex TZ-390), ancien appareil de la Force aérienne bolivienne (TAM-17), a été livré en septembre 1997 (en service). Un BT-67 (TZ-391) livré en juillet 1998 puis retourné à Basler en 2007, |
| Reconnaissance                |                  |                  |                                                         |                      |                  | |
| Cessna 208 Caravan            | États-Unis       |                  | Transport / Reconnaissance (ISR (en))                   | 208B                 | 1                | Appareil (TZ-42R) Avec équipements optiques, livré le 2 avril 2019. Offert par l'Union européenne dans le cadre du Programme d’appui au renforcement de la sécurité dans les régions de Mopti et Gao et à la gestion des zones frontalières (PARSEC). |
| Humbert Aviation Tétras       | France           |                  | Ultra-léger motorisé pour la reconnaissance / formation | 912 912 CSLM         | 3 4              | 8 Tétras offerts en 2003 par la France, 6 autres livrés en 2012, 7 listés en 2013. Immatriculations connues, : - Tetras 912 : TZ-01R (ex TZ-395), TZ-02R (ex TZ-397), TZ-03R (ex TZ-3xx), TZ-396 (stocké à Bamako-Sénou en 2014), TZ-398 (probablement abandonné à Bamako-Sénou), TZ-400 (épave à Bamako-Sénou), TZ-401 (épave à Bamako-Sénou) - Tetras 912 CSL : TZ-402 (statut?) - Tetras 912 CSLM : TZ-12R (ex TZ-410), TZ-13R (ex TZ-416), TZ-14R (ex TZ-417), TZ-15R (ex TZ-418), TZ-16R (ex TZ-4xx, statut inconnu), TZ-408 (épave à Bamako-Sénou), TZ-409 (ex TZ-406, statut?), TZ-421 (statut?) - Trois appareils auraient été perdus.                                                           |
| Hélicoptère                   |                  |                  |                                                         |                      |                  | |
| Mil Mi-24                     | Union soviétique |                  | Hélicoptère d'attaque / Transport léger                 | Mi-24D Mi-24P Mi-35M | 2 3 4            | - 6 Mi-24D/Mi-25 de seconde main sont acquis auprès de la Bulgarie en 2007, 2009 et 2012. Remotorisé fin 2012, deux servent de réserve pour pièces détachées. Immatriculations : TZ-01H (ex TZ-404, accidenté le 22 avril 2023), TZ-02H (ex TZ-415), TZ-03H (ex TZ-414), TZ-406 (accidenté le 12 avril 2013), TZ-407 (épave à l'aéroport de Mopti), TZ-415 (stocké sous hangar sans la queue à l'aéroport de Bamako) - 3 Mi-24P/Mi-35P (dont 2 offerts) sont livrés par la Russie le 9 août 2022. Immatriculations : TZ-06H, TZ-07H, TZ-15H (endommagé le 24 avril 2022) - 4 Mi-35M commandés à la Russie en 2015, 2 sont livrés en 2017, 2 le sont en juillet 2018?. Immatriculations (TZ-11H à TZ-14H) |
| Mil Mi-17                     | Russie           |                  | Hélicoptère utilitaire / attaque                        | Mi-171Sh             | 4                | 4 Mi-171Sh livrés en 2021 par la Russie,. Immatriculation :TZ-41H, TZ-42H, TZ-43H, TZ-44H. Commandés à la Russie en 2020 dans le cadre d'un contrat de 61 millions de dollars qui comprenait la formation et l'armement. Les Mi-171Sh sont arrivés dans le pays le 30 septembre 2021, après quoi ils ont été officiellement mis en service le 26 novembre lors d'une cérémonie à BA101. |
| Mil Mi-8                      | Union soviétique |                  | Hélicoptère utilitaire                                  | Mi-8MT               | 4                | - 3 Mi-8MT (Mi-17) livrés par la Russie en août 2022. Immatriculations : TZ-96H, TZ-97H (utilisé pour les pièces détachées) et TZ-98H - 1 Mi-8T livrés par la Russie en août 2022. Immatriculation : TZ-99H (abattu le 8 septembre 2023) - 2 Mi-8MT (Mi-17) de seconde main livrés par la Russie le 19 janvier 2023. Immatriculations : TZ-94H et TZ-95H |
| Aérospatiale AS332 Super Puma | France           |                  | Hélicoptère utilitaire                                  | AS 332L              | 2                | Livrés en 2016 (TZ-21H) et 2017 (TZ-22H)par Airbus, anciens appareils de Bristow Helicopters. Il semblerait que ces appareils ne soient pas opérationnels. |
| Drone                         |                  |                  |                                                         |                      |                  | |
| Bayraktar TB2                 | Turquie          |                  | Drone de combat                                         |                      | +20              | Plusieurs appareils ont été livrés par la Turquie entre la fin d'année 2022 et mars 2023. |
| Bayraktar Akıncı              | Turquie          |                  | Drone de combat à longue endurance                      |                      | 2 (1)            | L’armée de l’air malienne a acquis deux Akinci-A en novembre 2024 mais l’un a été détruit le 31 mars 2025. |

Deux avions légers LH-10 Ellipse auraient été commandés en 2011, mais ils ne furent jamais livrés faute de production.
L’Union européenne a fait un don en février 2014 à l’Agence nationale de l’aviation civile (ANAC) d’un Cessna 206 (F-WTBU puis TZ-RGA) doté d’une boule optronique. Destiné à assurer la surveillance de l’aéroport international de Bamako-Sénou, il est piloté par du personnel de l’armée de l’air malienne et peut servir en-dehors de la zone de Bamako pour des missions ponctuelles.

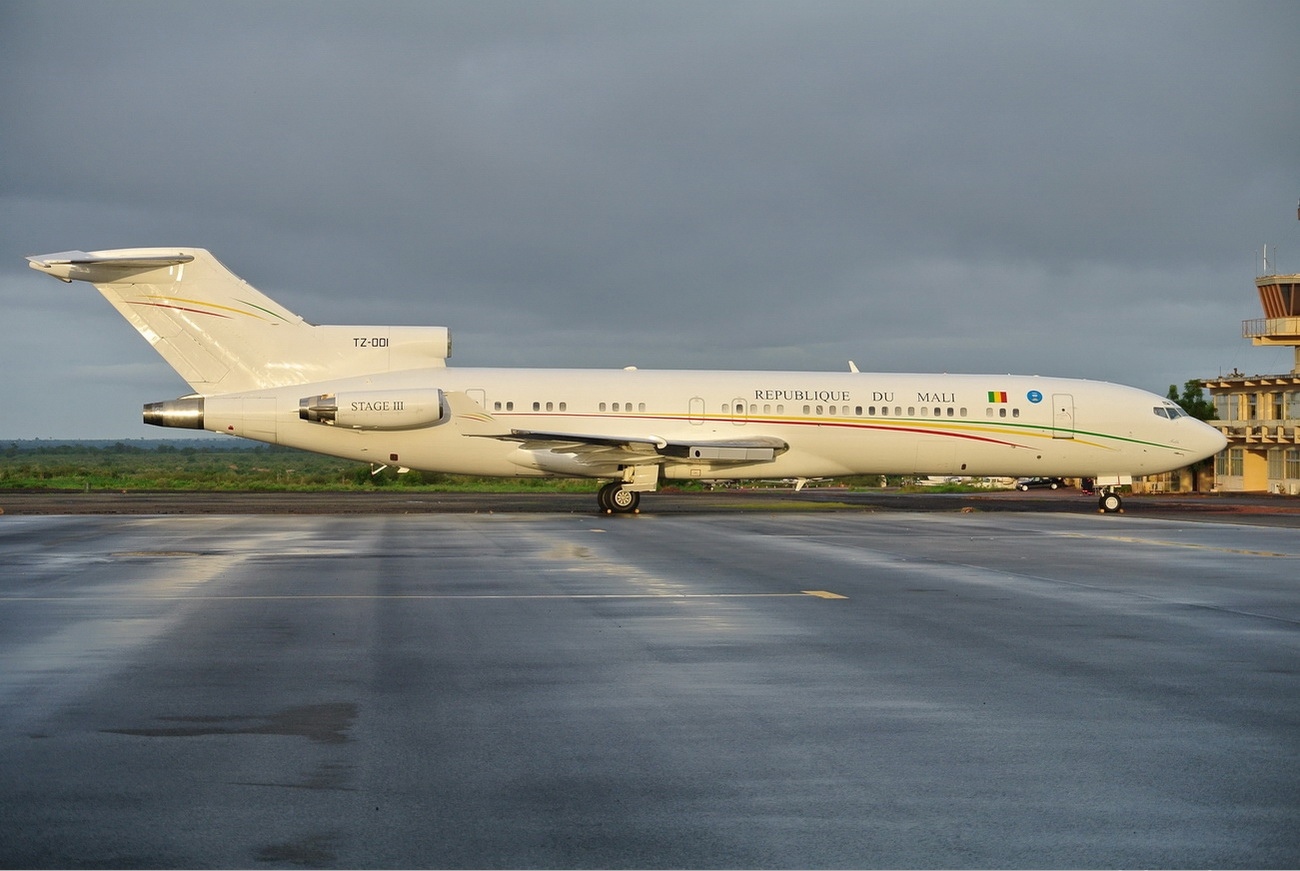
Le Boeing 727-500 immatriculé TZ-001 en 2012.

En mai 2014, un Boeing 737-7 BBJ (immatriculé TZ-PRM) est acquis pour 28 millions d'€ (20 milliards de FCFA environ) comme avion présidentiel. Cet achat, en ces périodes de fortes restrictions budgétaires, a été au cœur de polémiques, surtout que le précédent appareil, un Boeing 727-500 (immatriculé TZ-001) appartenant au gouvernement libyen ne semblait pas avoir atteint encore le maximum de son potentiel. En 2024, cet appareil est encore stocké sur le tarmac de l'aéroport de Bamako-Sénou.
Le 30 mars 2022, la Russie a livré un système radar d'alerte précoce P-18,. En 2022, un radar 59N6 Protivnik-GE, probablement de seconde main, a égalament été offerts par la Russie. En octobre 2021 le Mali achète quatre hélicoptères Mil Mi-171 livrés par la Russie.

#### Galerie

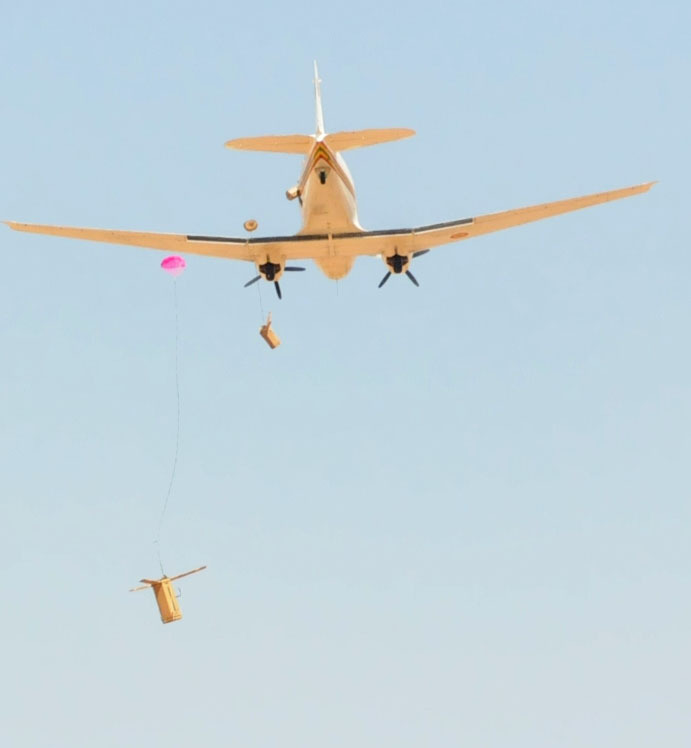
Un Basler BT-67 malien lors d'un entraînement avec des forces spéciales américaines en février 2012.
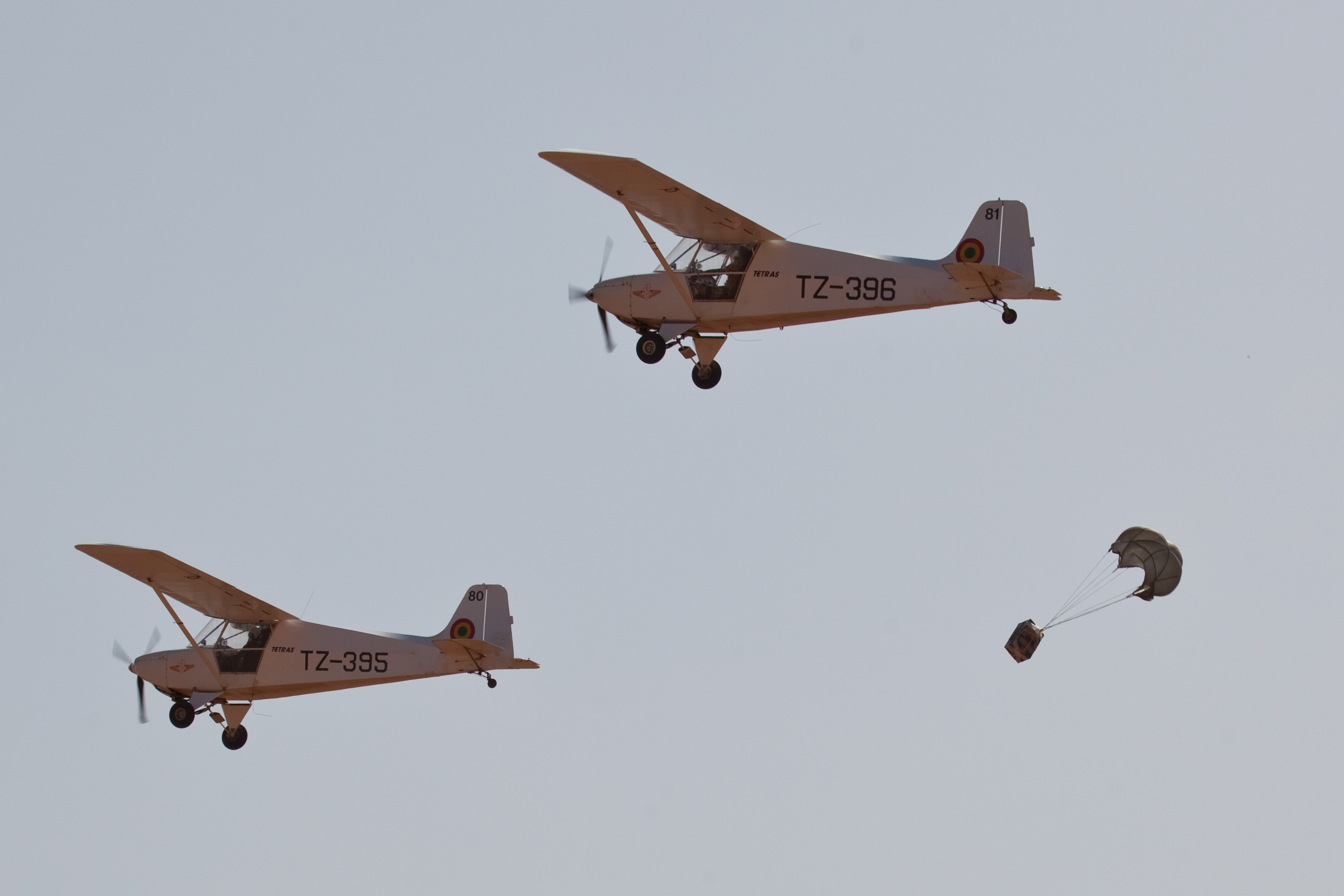
Un Humbert Aviation Tétras larguant une caisse de fournitures médicales lors de l'Atlas Accord 12 à l'aérodrome de Mopti à Sévaré en février 2012.
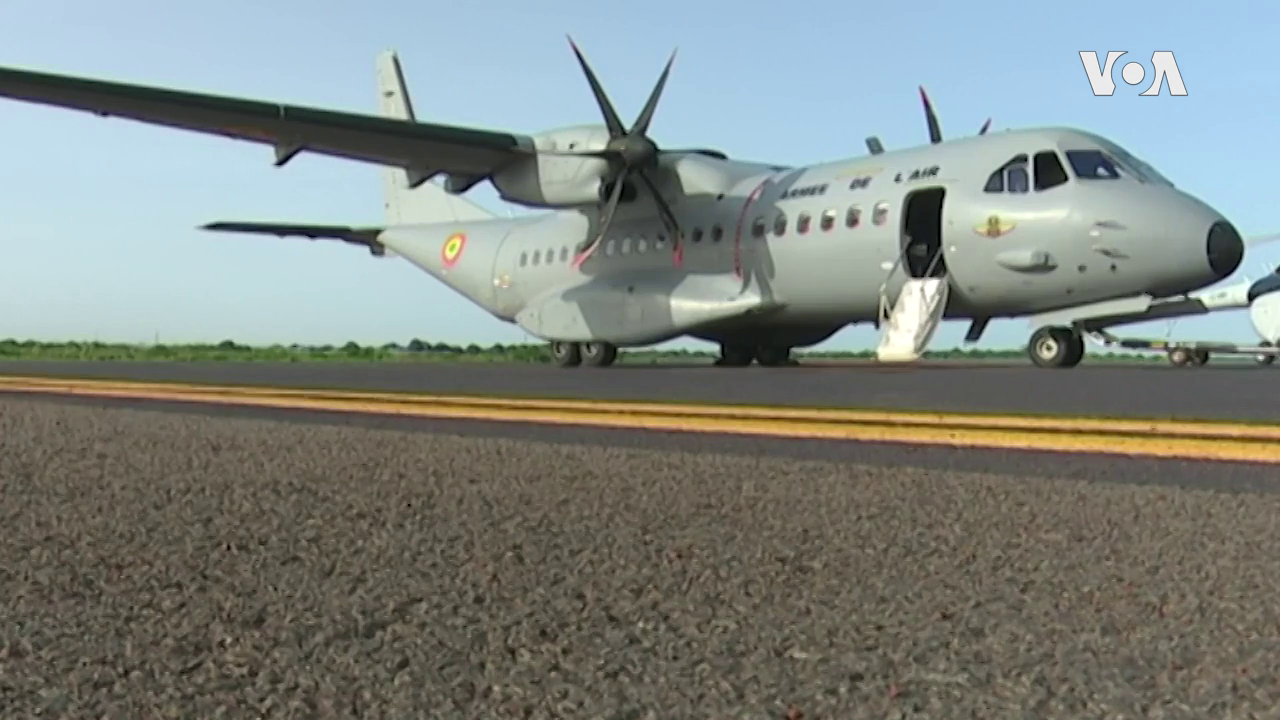
Un Airbus C295 à l'aéroport de Bamako-Sénou en 2022.
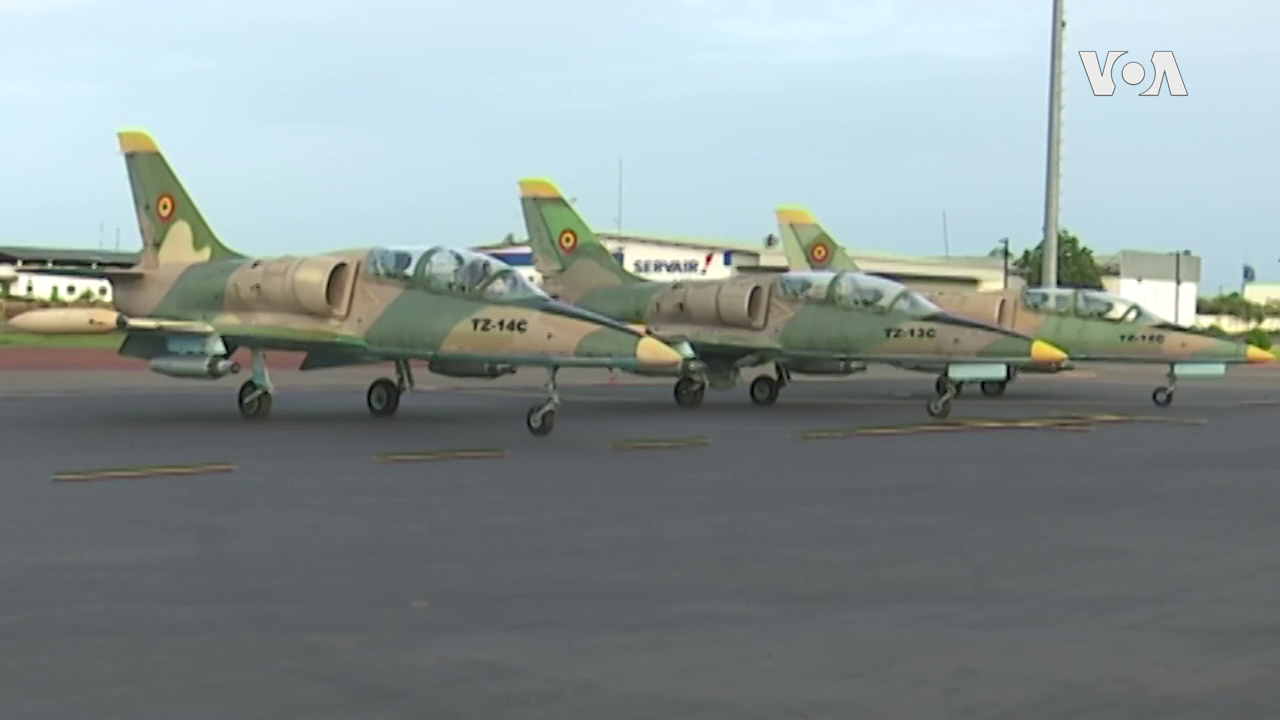
Aero L-39 maliens, livrés par la Russie, à l'aéroport de Bamako en août 2022.

### Équipements retirés du service
| Aéronefs retirés du service  | Aéronefs retirés du service | Aéronefs retirés du service       | Aéronefs retirés du service | Aéronefs retirés du service | Aéronefs retirés du service | Aéronefs retirés du service |
| Aéronef                      | Origine                     | Type                              | Versions                    | Nombres                     | Années de services          | Notes |
| ---------------------------- | --------------------------- | --------------------------------- | --------------------------- | --------------------------- | --------------------------- | --- |
| Max-Holste MH-1521 Broussard | France                      | Avion léger                       |                             | 2                           | 1961 ?                      | Offerts au gouvernement malien en mars 1961 par la France, seconde main |
| Douglas C-47 Skytrain        | États-Unis                  | Avion de transport                | C-47                        | 4?                          | 1961 ?                      | C-47 de seconde main, 2 auraient été offerts en 1961 ou en juillet 1969 par la France, 2 auraient été offerts en 1969 par les États-Unis. |
| Antonov An-2                 | Union soviétique            | Avion de transport polyvalent     |                             | 3?                          | 1962?                       | Donnés en 1962 par l'URSS, seconde main. Deux An-2P (TZ-ABU, ex TZ-PMB et TZ-ABV, ex TZ-PMC) appartenant à l'ancienne compagnie aérienne nationale Société Nationale Air Mali ont été réquisitionnés au début des années 1960 (possiblement en 1962 ou 1963). |
| Iliouchine Il-14             | Union soviétique            | Avion de transport                |                             | 2?                          | 1962                        | Acquis en 1962 auprès de l'URSS, seconde main |
| Mil Mi-4                     | Union soviétique            | Hélicoptère polyvalent            | Mi-4A                       | 2?                          | 1962                        | Donnés en 1962 par l'URSS |
| Let L-200 Morova             | Tchécoslovaquie             | Avion polyvalent bimoteur         | L-200A                      | 1                           | 1963?                       | Un appareil (TZ-51M, ex TZ-PMD) appartenant à l'ancienne compagnie aérienne nationale Société Nationale Air Mali a été réquisitionné au début des années 1960 (possiblement en 1962 ou 1963). |
| Yakovlev Yak-12              | Union soviétique            | Avion léger multirôle             |                             | 3                           | 1963                        | Acquis en 1963 auprès de l'URSS, production polonaise |
| Mikoyan-Gourevitch MiG-15    | Union soviétique            | Avion d'entraînement              | MiG-15UTI                   | 1                           | 1967                        | Acquis en 1967 auprès de l'URSS, seconde main |
| Mikoyan-Gourevitch MiG-17    | Union soviétique            | Avion de combat                   |                             | 5?                          | 1967                        | Acquis en 1967 auprès de l'URSS, seconde main, pilotés par des pilotes soviétiques |
| Yakovlev Yak-11              | Union soviétique            | Avion d'entraînement              |                             | 4?                          | 1967                        | Acquis en 1967 auprès de l'URSS, de seconde main |
| Yakovlev Yak-18              | Union soviétique            | Avion d'entraînement              | Yak-18A                     | 4?                          | 1967                        | Acquis en 1967 auprès de l'URSS, possiblement de seconde main |
| Antonov An-24                | Union soviétique            | Avion de transport                |                             | 2?                          | 1971                        | Acquis en 1971 auprès de l'URSS |
| Mikoyan-Gourevitch MiG-21    | Union soviétique            | Avion de combat                   | MiG-21BIS MiG-21UM MiG-21MF | 12 2 3                      | 1976                        | 14 MiG-21 probablement donnés par l'URSS en 1976 (dont 2 MiG-21UM), probablement de seconde main. Participèrent à des combats au Tchad dans les années 1980. Deux appareils sont détruits accidentellement dans les années 1990. En 2003, ils sont en grande partie stocké. En 2005, 3 MiG-21 de seconde main sont réceptionnés en provenance de République tchèque, 2 MiG-21MF (TZ-356 et TZ-357) et 1 MiG-21UM (TZ-358). Un MiG-21MF s'est écrasé le 18 octobre 2007 à Gao. En janvier 2012, un MiG-21MF et un MiG-21UM restaient opérationnels. 9 MiG-21 étaient stockés en 2013 et en 2019. |
| Cessna 310                   | États-Unis                  | Avion de transport léger          |                             | 1                           | 1975                        | Fourrniseur inconnu, possiblement de seconde main |
| Antonov An-26                | Union soviétique            | Avion de transport                |                             | 3                           | 1976                        | Acquis auprès de l'URSS, 1 (TZ-347, accidenté en 1995) en 1976, 1 (TZ-349, statut inconnu) en 1983, 1 (TZ-359, stocké à Bamako) à la fin des années 1980. Un An-26B (TZ-399) de seconde main livré par la Moldavie en 2003 serait stocké à l'aéroport de Bamako. |
| Aero L-29 Delfin             | Tchécoslovaquie             | Avion d'entraînement              |                             | 6                           | 1983 Listés en 2013         | Acquis auprès de l'URSS en 1982, probablement de seconde main |
| Mil Mi-8                     | Union soviétique            | Hélicoptère de transport          | Mi-8T                       | 1?                          | 1983                        | Livré en 1983 par l'URSS, listé en 2013 |
| Cessna 180 Skywagon          | États-Unis                  | Avion léger/reconnaissance        |                             | 1                           | 1985 ?                      | Livré par les États-Unis en 1985 |
| Aérospatiale AS350 Écureuil  | France                      | Hélicoptère léger                 | AS 350B                     | 1                           | 1988                        | Livré en 1988 par la France, l'appareil (TZ-374 c/n 1869) est listé en 2013. En 2014 il est stocké dans un hangar à Bamako. |
| Britten-Norman BN-2 Islander | Royaume-Uni                 | Avion de transport                | BN-2A-3 BN-2B-21            | 1                           |                             | Un BN-2B-21 (TZ-389 c/n 2182 ex TZ-APV) livré par le Royaume-Uni en 1988 et un BN-2A-3 (TZ-ACF) de seconde main livré par le Nigeria en 2000,. Le BN-2B-21 (TZ-389) est à l’abandon en bord de piste à Bamako-Sénou en décembre 2014. |
| Cessna O-2                   | États-Unis                  | Avion léger/reconnaissance        | O-2A                        | 3                           | 1994                        | Appareils de seconde main offerts en 1994 par les États-Unis. Deux appareils (TZ-387 et TZ-388) sont abandonnés en bord de piste à Bamako |
| Cessna 185 Skywagon (en)     | États-Unis                  | Avion léger/reconnaissance        |                             | 1                           | 2003?                       | L’appareil (TZ-392) était stocké dans un hangar à Bamako en 2014. En 2018, il est immatriculé TZ-51M. |
| Harbin Z-9                   | Chine                       | Hélicoptère de transport          | Z-9B                        | 2                           | 2000 - 2019                 | Deux Z-9B (TZ-393 et TZ-31H, ex TZ-393) de seconde main, variante chinoise de l'Aérospatiale AS565 Panther, donnés en 2000 par la Chine. Les deux hélicoptères ont été accidentés en 2001 et 2019. |
| SIAI Marchetti SF.260        | Italie                      | Avion d'appui au sol/entraînement | SF.260W Warrior             | 2                           | 2011                        | Deux appareils (TZ-411 et TZ-412) de seconde main offerts par la Libye en 2010 (livrés en 2011) à l’occasion de la fête du cinquantenaire du Mali. Un appareil listé en 2018 (TZ-412, c/n 583), il ne l'est plus en 2022. |
| Iliouchine Il-76             | Russie                      | Avion de transport                | Il-76TD                     | 1                           | 2023                        | L'appareil immatriculé TZ-98T (c/n 1023411378/85-0), volait jusqu'au 13 septembre pour Sapsan Airlines, une compagnie de charter aérien du Kirghizistan, avec l’immatriculation EX-76007. Entre le 13 et le 23 septembre 2023, l’Il-76 aurait changé d’immatriculation et de propriétaire, pour finalement être intégré au sein de l’armée malienne. L'Il-76 s'est écrasé le 23 septembre 2023 à l'aéroport de Gao. |

Outre ses aéronefs, six lanceurs quadruples pour deux batteries de missiles sol-air S-125 Pechora sont acquis au début des années 1980 (possiblement 3 unités en 1981). En 1981, l'URSS a livrés des missiles V-601 (possiblement 100 unités). La même année un radar de conduite de tir SON-9 pour des canons anti-aériens de 57 mm et de 100 mm a également été livré, probablement de seconde main. Totalement abandonné en 2012, les 84 missiles V-601 qui étaient encore stockés sont détruits en 2014 avec l'aide de l'UNMAS (en). En 1983, l'URSS a livré des systèmes radar d'alerte précoce P-10 (en) (possiblement 3 radars, probablement de seconde main, désignation inceraine).

#### Galerie

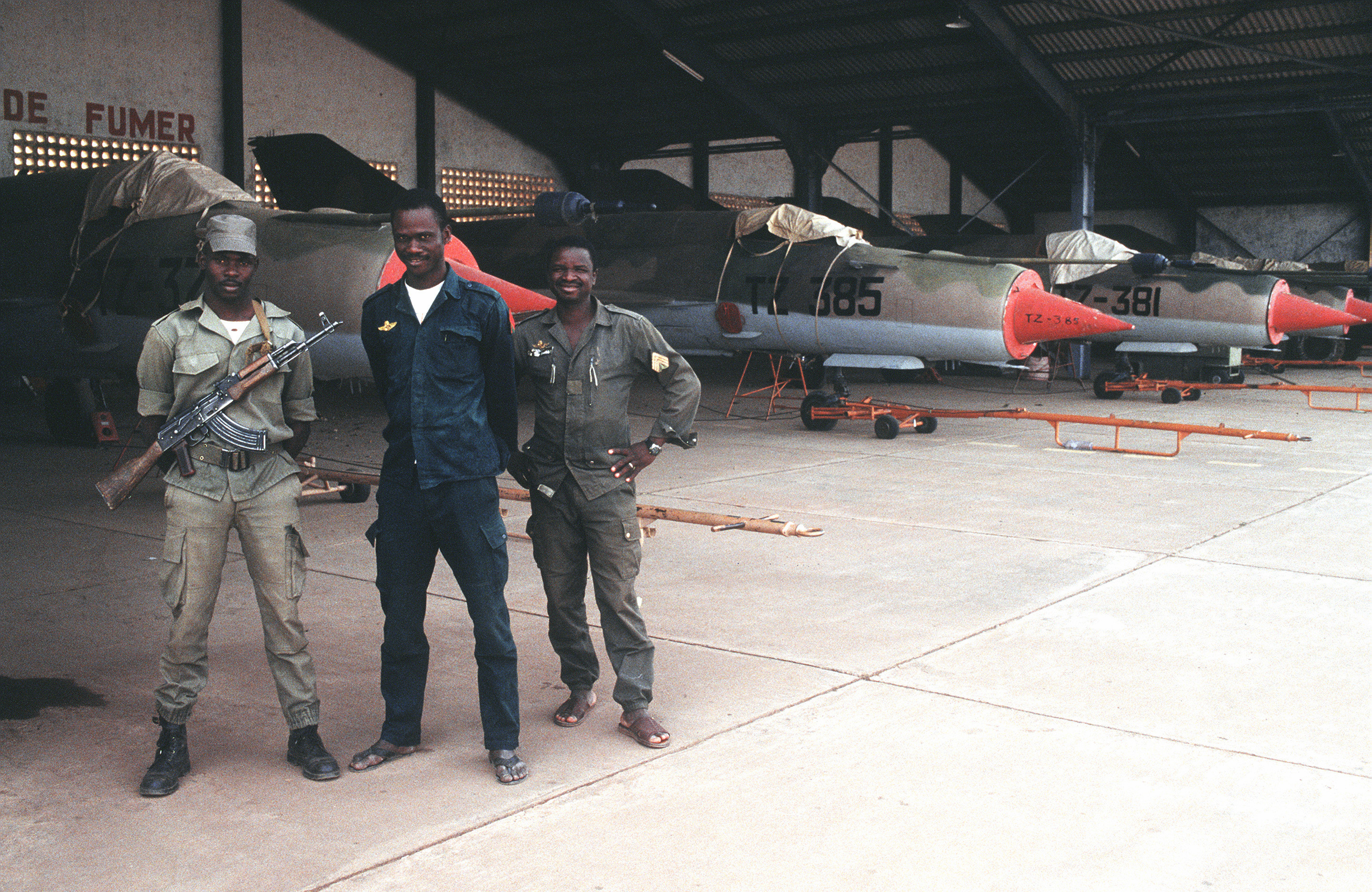
Trois militaires maliens devant des MiG-21MF à l'aéroport de Bamako-Sénou en 1997.
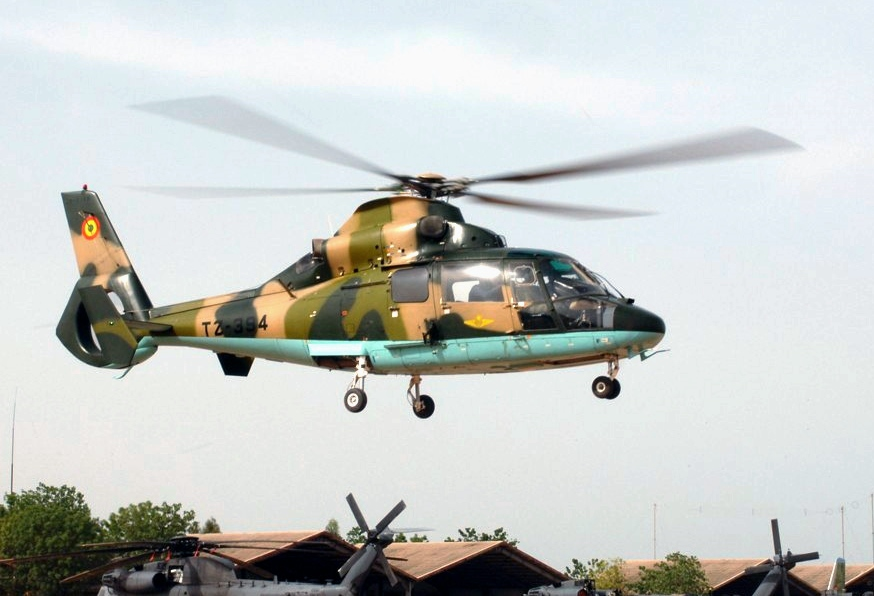
Un Harbin Z-9 (TZ-394) à la base aérienne 101 à Sénou en 2005

## Accidents et pertes au combat
| Liste non exhaustive des principaux accidents et pertes au combat | Liste non exhaustive des principaux accidents et pertes au combat | Liste non exhaustive des principaux accidents et pertes au combat | Liste non exhaustive des principaux accidents et pertes au combat |
| Date                                                              | Aéronefs                                                          | Lieu                                                              | Remarques |
| ----------------------------------------------------------------- | ----------------------------------------------------------------- | ----------------------------------------------------------------- | --- |
| 31 août 2024                                                      | Bayraktar Akıncı                                                  | Tinzawatène                                                       | Le drone abbatu s’écrase au nord du Mali à Tinzawatène vers la frontière algérienne. |
| 26 juillet 2024                                                   | Mil Mi-24                                                         | région de Kidal                                                   | L'hélicoptère aurait été contraint d'atterrir d'urgence après avoir été pris pour cible par un groupe séparatiste Touareg lors de la bataille de Tinzawatène (2024). L'hélicoptère a subi des dégâts importants. |
| 6 mai 2024                                                        | Aero L-39C                                                        | aérodrome de Ménaka                                               | L'appareil s'écrase peu après son décollage. L’avion aurait été abattu par des terroristes de l’État islamique. Les deux pilotes russes du groupe Wagner sont morts. |
| 18 novembre 2023                                                  | Aero L-39C                                                        |                                                                   | Avion détruit selon scramble.nl |
| 11 novembre 2023                                                  | Aero L-39C                                                        | Kidal                                                             | L'appareil aurait été abattu par des séparatistes du CSP lors de la bataille de Kidal (2023), tuant le pilote. |
| 23 septembre 2023                                                 | Iliouchine Il-76TD (TZ-98T)                                       | aéroport de Gao                                                   | L'appareil, qui a été immatriculé TZ-98T entre le 13 et le 23 septembre 2023, s'écrase à Gao après une sortie de piste faisant 140 morts parmi les mercenaires russes du Groupe Wagner et les militaires maliens,. |
| 17 septembre 2023                                                 | Aero L-39C (TZ-14C)                                               | Près de Gatié Djirma, à l'est de Léré                             | Au cours d'une mission de combat dans la région de Tombouctou, l'appareil a effectué un atterrissage train rentré. Le pilote a apparemment été fait prisonnier par les unités de la CMA. |
| 9 septembre 2023                                                  | Soukhoï Su-25 (TZ-25C)                                            | Almousstrat, proche de Tin-ouker, région de Gao                   | L'appareil, livré en janvier 2023, effectuait un bombardement sur des éléments du CMA. Il aurait été ensuite abattu par les séparatistes. Au contraire, les forces maliennes affirment que l'appareil a été « perdu » en raison de « problèmes techniques » et des conditions météorologiques défavorables. Les deux pilotes se seraient éjectés. |
| 9 septembre 2023                                                  | Antonov An-26                                                     |                                                                   | Avion détruit selon scramble.nl |
| 8 septembre 2023                                                  | Mil Mi-8T (TZ-99H)                                                | région de Ségou                                                   | L’hélicoptère, transportant des membres des FAMA ainsi que des mercenaires du groupe Wagner, aurait été abattu par des le groupe djihadiste GSIM,. |
| 22 mai 2023                                                       | Bayraktar TB2                                                     | aéroport de Gao                                                   | Le drone se serait écrasé sur un véhicule de l'ASENCA. |
| 22 avril 2023                                                     | Mil Mi-24D (TZ-01H, ex TZ-404)                                    | Bamako                                                            | L'hélicoptère s'est écrasé dans un quartier résidentiel de Bamako, tuant ses trois membres d'équipage et blessant six personnes au sol |
| 4 octobre 2022                                                    | Soukhoï Su-25 (TZ-20C)                                            | aéroport de Gao                                                   | L'appareil s'est écrasé dans des circonstances inconnues sur la base aérienne de Gao. Le pilote russe du groupe Wagner est décédé dans l'accident. Au sol une personne a été tué et huit militaires ainsi que deux civils travaillant pour les FAMA ont été blessés,. Deux blessés seraient russophones. |
| 24 avril 2022                                                     | Mil Mi-24P (TZ-15H)                                               | Camp Bapho, Ségou                                                 | L'hélicoptère a été endommagé lors d'une attaque sur le camp,. |
| 7 avril 2020                                                      | Embraer EMB 314 (TZ-04C)                                          | Sévaré                                                            | Au retour d'une mission de reconnaissance l'appareil s'est écrasé lors de la phase d'approche, tuant les deux pilotes maliens. |
| 19 janvier 2019                                                   | Harbin Z-9A (TZ-31H)                                              | Kati                                                              | Au cours des préparatifs pour la fête nationale du Mali, l'hélicoptère s'est écrasé lors d'un atterrissage. |
| 28 avril 2013                                                     | Humbert Tétras 912                                                |                                                                   | Avion détruit selon scramble.nl |
| 12 avril 2013                                                     | Mil Mi-24D (TZ-406)                                               | Ouro Modi                                                         | L'hélicoptère s'est écrasé près du village d'Ouro Modi, tuant ses cinq occupants. |
| 28 mars 2013                                                      | Humbert Tétras 912                                                |                                                                   | [ 74 ] |
| 13 mars 2013                                                      | Mil Mi-24D (TZ-415)                                               | Diabaly                                                           | L'hélicoptère s'est écrasé en phase atterrissage sur des véhicules de l'armée burkinabé, tuant un soldat au sol. |
| 26 janvier 2013                                                   | Mil Mi-24D (TZ-407)                                               |                                                                   | Hélicoptère détruit selon scramble.nl |
| 20 juin 2012                                                      | Mil Mi-24D (TZ-407)                                               |                                                                   | Hélicoptère endommagé selon scramble.nl |
| 18 octobre 2007                                                   | Mikoyan-Gourevitch MiG-21MF                                       | Gao                                                               | L'appareil effectue un atterrissage forcé dans une rizière. |
| 18 mai 2007                                                       | Humbert Tétras 912                                                | Sanankoroba                                                       | L'appareil s'est écrasé dans des circonstances inconnues. Le pilote a survécu au crash. |
| 10 septembre 2001                                                 | Harbin Z-9 (TZ-393)                                               | Mopti                                                             | Au cours d'une mission d'enquête agricole, l'hélicoptère s'est écrasé, tuant ses huit occupants (quatre militaire, deux fonctionnaires du gouvernement et une équipe de tournage de la télévision d'État). La cause de l'incendie en vol serait due à l'utilisation d'un briquet pour fumer et la présence d'alcool restant du travail au champs. |
| 15 mars 1997                                                      | Basler BT-67 (TZ-389)                                             |                                                                   | Avion accidenté avant livraison |
| 31 août 1995                                                      | Antonov An-26 (TZ-347)                                            | Aéroport de Thessalonique-Makedonía, Grèce                        | L'avion était convoyé de Kiev à Bamako avec une escale à Tunis après une révision complète à l'usine Antonov de Kiev. En vol de Kiev à Tunis, alors qu'il survolait la partie nord de la Grèce, l'équipage a informé l'ATC de problèmes techniques et a été autorisé à se dérouter vers l'aéroport de Thessalonique-Makedonía. Comme une approche radar (aux instruments) n'était pas possible, l'équipage a tenté d'atterrir en mode VFR dans des conditions IMC. En finale, dans une visibilité limitée en raison de la pluie et du brouillard, l'équipage n'a pas réalisé que son altitude était trop basse lorsque l'avion a heurté le sol à 4 km de la piste. Les six membres d'équipage ont été tués. Il est possible que l'équipage ait rencontré des problèmes techniques avec le carburant,. |